# Loxoconcha williamsi
Loxoconcha williamsi is een mosselkreeftjessoort uit de familie van de Loxoconchidae.